# Kruckow
Kruckow est une commune d'Allemagne située dans l'arrondissement de Poméranie-Occidentale-Greifswald du Land de Mecklembourg-Poméranie-Occidentale.

## Municipalité
Elle regroupe les villages et localités de Kruckow, Marienfelde, Tutow, Kartlow (connu pour son château de Kartlow), Heydenhof, Unnode, Schmarsow (connu pour son château de Schmarsow) et Borgwall.

## Histoire
Kruckow a été mentionné pour la première fois en 1249 (Kartlow en 1245).